# Divisão de Forças Rápidas

Division Schnelle Kräfte

A Division Schnelle Kräfte DSK (Divisão de Forças Rápidas) anteriormente Division Spezielle Operationen (Divisão de Operações Especiais) é uma divisão aeroterrestre e aeromóvel do Exército alemão. Seu quartel-general é baseado em Stadtallendorf. Ela foi criado como 1ª Divisão Aeroterrestre (1. Luftlandedivision), em 1956, e redenominada duas vezes, em 1994 e 2001, como  Comando das ForçasAeromóveis/4ª Divisão (Kommando Luftbewegliche Kräfte/4. Division), Divisão de Operações Especiais e, finalmente,  Divisão de Forças Rápidas. A divisão enquadra três brigadas de combate e tropas de forças especiais, as quais são totalmente aeromóveis. Em junho de 2014,a 11ª Brigada Aeromóvel holandesa foi totalmente integrada à divisão, como parte da  cooperação binacional militar entre a Alemanha e os países baixos e, em 2017, a 81ª Brigada  Mecanizada romena seguiu o exemplo e estreitará os laços com a DSK.
As tropas da divisão ou seus respectivos predecessores haviam tomado parte em todos os destacamentos para o estrangeiro do Exército alemão e foram amplamente envolvidos na sua preparação. Ela é a unidade militar alemã com maior experiência de combate.

## História
Criada em 1956, 1ª Divisão Aeroterrestre, as suas principais tarefas eram agir como a espinha dorsal de contra-ataques por trás das linhas inimigas do Pacto de Varsóvia e para responder a ataques hostis às linhas de frente aliadas. O primeiro comandante da unidade foram  generais pára-quedista ilustres , tais como Bern von Baer e Hans Kroh, ambos os recebedores da Cruz de Cavaleiro da Cruz de Ferro. A 1ª Divisão Aeroterrestre existiu durante a Guerra Fria e foi dissolvida em 1994. A capacidade de forças aeromóveis acabou sendo substituída pelo Comando das Forças Aeromóveis/4ª Divisão, uma formação do tamanho de uma divisão para a qual foram transferidas as tarefas  para cenários mais complexos, dos dias atuais.
Isso aconteceu principalmente por causa de dois incidentes em 1994 e 1997, onde cidadãos alemães tiveram que ser resgatados a partir de Ruanda e a Albânia, uma vez que, mesmo por tropas estrangeiras, como o militar alemão faltou adequado de forças para a realização de operações de evacuação por conta própria. Uma das três brigadas existentes  (25ª Brigada Aeroterrestre "Floresta Negra") foi desenhada para fornecer a sede para a nova unidade de forças especiais do Exército Alemão, o Kommando Spezialkräfte.
O primeiro emprego no estrangeiro desta divisão ocorreu em 1961, quando suas tropas prestaram assistência humanitária para o Marrocos, depois de um terremoto devastador. A partir daí, a 1ª Divisão Aeroterrestre ou suas sucessoras destacaram tropas para a Somália, Croácia, Albânia, Bósnia, Kosovo, Afeganistão e Congo. Os pára-quedistas tiveram uma grande ação no Afeganistão. Com quatro das mais elevadas condecorações  por bravura—entre outras—tendo sido concedida a seus membros, o 263º Batalhão Pára-quedista da Divisão é a mais condecorada  unidade do Exército alemão.
Após a reestruturação das forças armadas alemãs, a Divisão de Operações Especiais foi transformada na nova  Divisão de Forças Rápidas (em alemão:  Division Schnelle Kräfte).
Em junho de 2014, a 11 Luchtmobiele Brigade (11ª  Brigada Aeromóvel) do Exército Real dos Países Baixos (Koninklijke Landmacht) juntou-se a divisão. As forças holandesas permanecerão estacionadas na Holanda, mas vão cooperar em ações de formação e exercícios com suas equivalentes alemães.

## Missão
À DSK são atribuídas quatro tarefas principais:
- repatriamento armado, ou seja, a evacuação de cidadãos alemães e a proteção de comandados retidos possivelmente por cidadãos de outras nações, bem como o resgate de soldados alemães sob ameaça aguda
- combater forças irregulares e proteger tropas e instalações militares de forças irregulares
- execução de operações de início e término rápidas que envolvem implantação e monitoramento rápidos de infra-estrutura de missão crítica, bem como a cobertura de forças alemãs ao retorno de uma missão concluída
- execução de operações em profundidade, bem como reconhecimento e controle de fogo na profundidade do espaço do inimigo, bem como a eliminação de objetivos de importância operacional.

Desde que assumiu a Aviação do Exército (Heeresfliegertruppe), a divisão controla e coordena as operações de voo e as operações de voo da Aviação do Exército, incluindo o serviço SAR da Bundeswehr.

## Estrutura[3]
- Division Schnelle Kräfte em Stadtallendorf
  -  Comando e Companhia de Comando da Divisão de Forças Rápidas (Stab/ Stabskompanie Division Schnelle Kräfte)  em Stadtallendorf
  -  10º Regimento de Helicópteros de Transporte (Transporthubschrauberregiment 10) em Faßberg com 40 helicópteros de transporte NH90
  -  30º Regimento de Helicópteros de Transporte (Transporthubschrauberregiment 30) em Niederstetten com 40 helicópteros de transporte NH90  
  -  36º Regimento de Helicópteros de Ataque (Kampfhubschrauberregiment 36) em Fritzlar com 40 helicópteros de ataque Eurocopter Tiger 
  -  Comando de Forças Especiais (Kommando Spezialkräfte) (KSK) em Calw
  -  1ª Brigada Aeroterrestre (Luftlandebrigade 1) em Saarlouis
    -  Comando e 26ª Companhia de Comunicações  26th da Brigada Aeroterrestre em Saarlouis
    -  26º Regimento de Infantaria Paraquedista (Fallschirmjägerregiment 26) em Zweibrücken
    -  31º Regimento de Infantaria Paraquedista(Fallschirmjägerregiment 31) em Seedorf
    -  310ª Companhia de Reconhecimento Aeroterrestre (Luftlandeaufklärungskompanie 310) em Seedorf
    -  260ª Companhia de Reconhecimento Aeroterrestre (Luftlandeaufklärungskompanie 260) em Lebach
    -  270ª Companhia de Engenharia Aeroterrestre (Luftlandepionierkompanie 270) em Seedorf
    -  260ª Companhia de Engenharia Aeroterrestre  (Luftlandepionierkompanie 260) em Saarlouis

  -  11ª Brigada Aeromóvel (11 Luchtmobiele Brigade) em Schaarsbergen, Netherlands
    -  11ª Companhia de Comando em Schaarsbergen
    -  11º Esquadrão de Reconhecimento de Brigada (11 Brigadeverkenningseskadron) em Schaarsbergen
    -  11º Batalhão de Infantaria de Assalto Aéreo (11 Infanteriebataljon Garde Grenadiers en Jagers) em Schaarsbergen
    -  12º Batalhão de Infantaria de Assalto Aéreo (12 Infanteriebataljon Regiment Van Heutsz) in Schaarsbergen
    -  13º Batalhão de Infantaria de Assalto Aéreo (13 Infanteriebataljon Regiment Stoottroepen Prins Bernhard) in Assen
    -  11ª Companhia de Engenharia (11 Geniecompagnie) em Schaarsbergen
    -  11ª Companhia de Manutenção (11 Herstelcompagnie) em Assen
    -  11ª Companhia de Saúde (11 Geneeskundige Compagnie) em Schaarsbergen
    -  11ª Companhia de Suprimento(11 Bevoorradingscompagnie) em Schaarsbergen
    -  20º Batalhão da Reserva Nacional (20 Natresbataljon)